# Bujanica
Bujanica – część wsi Stryjno Drugie w Polsce, położona w województwie lubelskim, w powiecie świdnickim, w gminie Rybczewice.
W latach 1975–1998 Bujanica administracyjnie przynależała do ówczesnego województwa lubelskiego.

## Położenie
Bujanica położona jest w wąwozie, na południowo-zachodnim krańcu wsi. Nieopodal miejscowości przebiega granica Krzczonowskiego Parku Krajobrazowego. Do Bujanicy prowadzą dwie drogi, pierwsza: od południa, częściowo utwardzona, biegnąca dalej do wsi Antoniówka, i druga: od północy, nieutwardzona, biegnąca dalej w kierunku wsi Choiny.